# Agapostemon alayoi
Agapostemon alayoi är en biart som beskrevs av Roberts 1972. Agapostemon alayoi ingår i släktet Agapostemon och familjen vägbin. Inga underarter finns listade i Catalogue of Life.